# Schildhorst
Schildhorst is een gehucht in Duitsland, gelegen in de deelstaat Nedersaksen. Het plaatsje, met op dit moment circa 70 inwoners, valt onder de gemeente Freden.
Het dichtstbijzijnde openbaar vervoer een station in het naburige dorp Freden, ca 3 km verderop. Op schooldagen rijdt er een schoolbus naar en van Freden.

## Natuur en recreatie
In de omgeving liggen de natuurparken van de Harz en het Wezerbergland. Schildhorst zelf is volledig ingebed door wouden waarin het hele jaar wordt gewandeld. De Europese wandelroute E11 die van Den Haag loopt naar de grens tussen Polen en Litouwen loopt precies door het dorp. Vanaf de E11 ligt achter de Hellenberg in zuidelijke richting het kuuroord Bad Gandersheim, in noordelijke richting de voormalige Hanzestad Alfeld. ook zijn interessante wandeldoelen de voormalige burgten Burg Hausfreden, Winzenburg en Hohe Schanze (tegenwoordig weinig meer dan ruïnes). In de winter is bij sneeuw langlaufen mogelijk.

## Geschiedenis
In de 18e en 19e eeuw waren er in Schildhorst diverse glasfabrieken, waar onder andere wit glas werd gemaakt. In de 20e eeuw was er nog één zagerij, een kaasmakerij en wat onbeduidende resten van de glasfabrieken.